# 細金恒希
細金 恒希（ほそがね こうき、1981年1月14日 - ）は、日本の起業家、投資家。LCA GAME GUILD創業者。日本料理屋「白金台こばやし」オーナー。

## 略歴
2005年、明治大学法学部卒業後、新卒採用コンサル会社を設立。
2010年、オンラインスクールLCAを設立。
2019年、LCA GAME GUILDを設立。

## 登壇・取材
- Non Fungible Tokyo 2022[5]
- Game of Dreams[6]
- 4gamer.net[7]
- IOlite Web3.0 Front line[8]